# アルフィー・アレン
アルフィー・アレン（Alfie Evan Allen、1986年9月12日 - ）は、イギリスの俳優。ゲーム・オブ・スローンズのシオン・グレイジョイ役で知られる。

## 略歴
ロンドンのハマースミスにて、俳優・コメディアンのキース・アレンと映画プロデューサーのアリソン・オーウェンの間に生まれる。姉は歌手のリリー・アレンである。リリー・アレンのデビューアルバムに収録されている楽曲である「アルフィー」は弟に向けて書かれた曲である。叔父は俳優・映画監督のケヴィン・アレン。歌手サム・スミスの親戚である。
1998年『You Are Here』で映画初出演。同年、母アリソンがプロデュースした『エリザベス』で姉と共演。2008年『Equus』では、ダニエル・ラドクリフの代役を務めた。
2011年より、HBOのドラマである『ゲーム・オブ・スローンズ』にシオン・グレイジョイ役でレギュラー出演している。実は最初はジョン・スノウ役のオーディションに参加していた。
2018年、DJでモデルのAllie Teilzとの間に第一子（娘）が誕生。名前をArrowという。

## 出演作品

### 映画
| 公開年 | 邦題 原題                                            | 役名                         | 備考           |
| ------ | ---------------------------------------------------- | ---------------------------- | -------------- |
| 1998   | エリザベス Elizabeth                                 | アランデル伯の息子           |                |
| 2005   | ブライアン・ジョーンズ ストーンズから消えた男 Stoned | ハリー                       |                |
| 2006   | くたばれ!イングランド Sixty Six                      | Younger Tout                 | 日本劇場未公開 |
| 2007   | つぐない Atonement                                   | ダニー・ハードマン           |                |
| 2008   | フラッシュバック Flashbacks of a Fool                | ケヴィン・ハッブル（25年前） | 日本劇場未公開 |
| 2008   | ブーリン家の姉妹 The Other Boleyn Girl               | 王の使者                     |                |
| 2009   | 大暴落 サブプライムに潜む罠 Freefall                 | イアン                       | テレビ映画     |
| 2014   | プラスティック Plastic                               | イエイツ                     |                |
| 2014   | ジョン・ウィック John Wick                           | ヨセフ・タラソフ             |                |
| 2016   | PANDEMIC パンデミック Pandemic                       | 運転手                       | 日本劇場未公開 |
| 2018   | ザ・プレデター The Predator                          | リンチ                       |                |
| 2019   | ジョジョ・ラビット Jojo Rabbit                       | フィンケル                   |                |
| 2019   | ビルド・ア・ガール How to Build a Girl               | ジョン・カイト               |                |
| 2021   | ナイトティース Night Teeth                           | ベニー                       |                |

### テレビ
| 放映年    | 邦題 原題                                | 役名                 | 備考                   |
| --------- | ---------------------------------------- | -------------------- | ---------------------- |
| 1999      | スペースド Spaced                        | スケートボードの少年 | シーズン1 第7話 "Ends" |
| 2011-2019 | ゲーム・オブ・スローンズ Game of Thrones | シオン・グレイジョイ | 46エピソード           |